# Història de Maurici

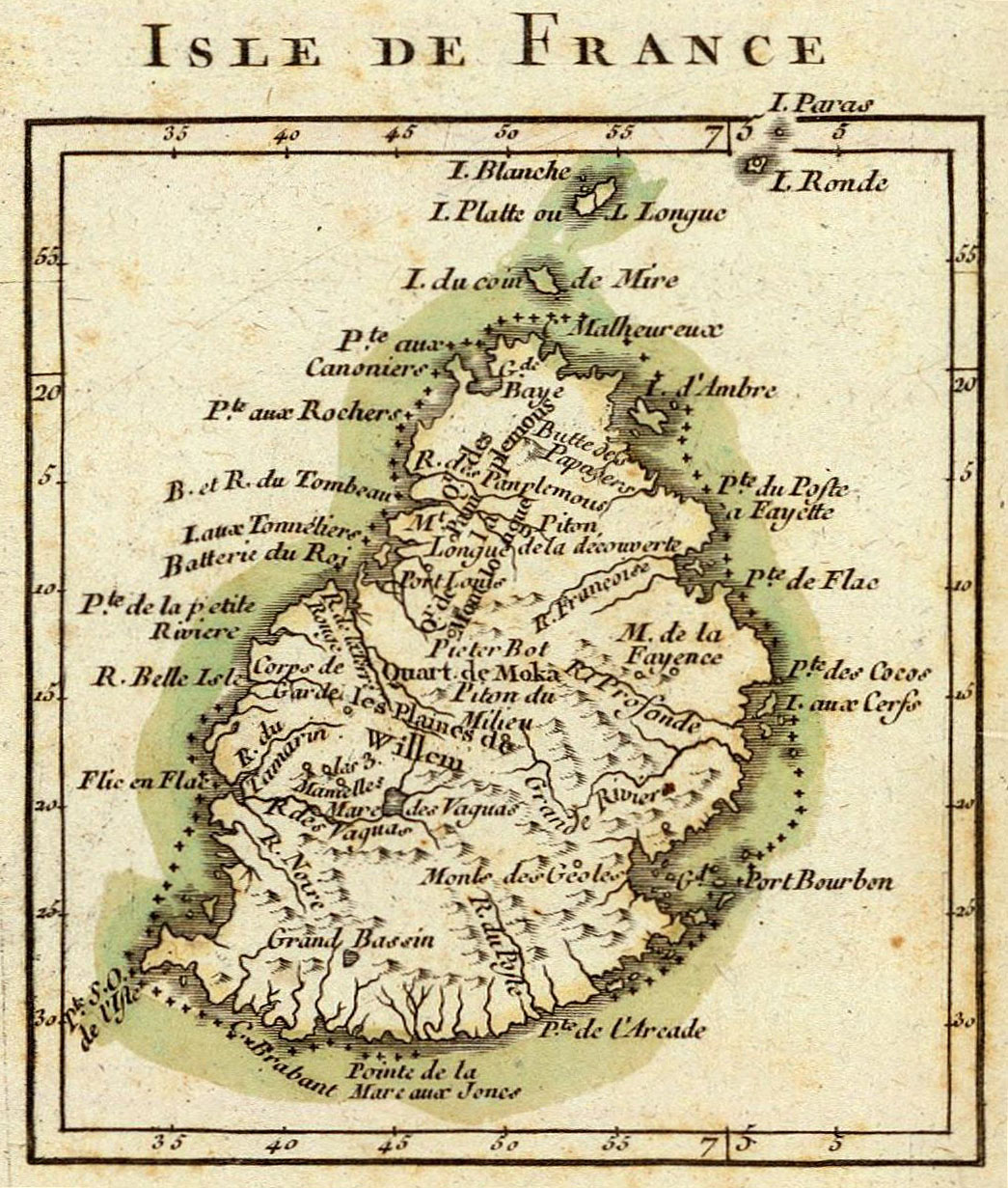
Mapa francès de 1791 amb el títol «Illa de França».

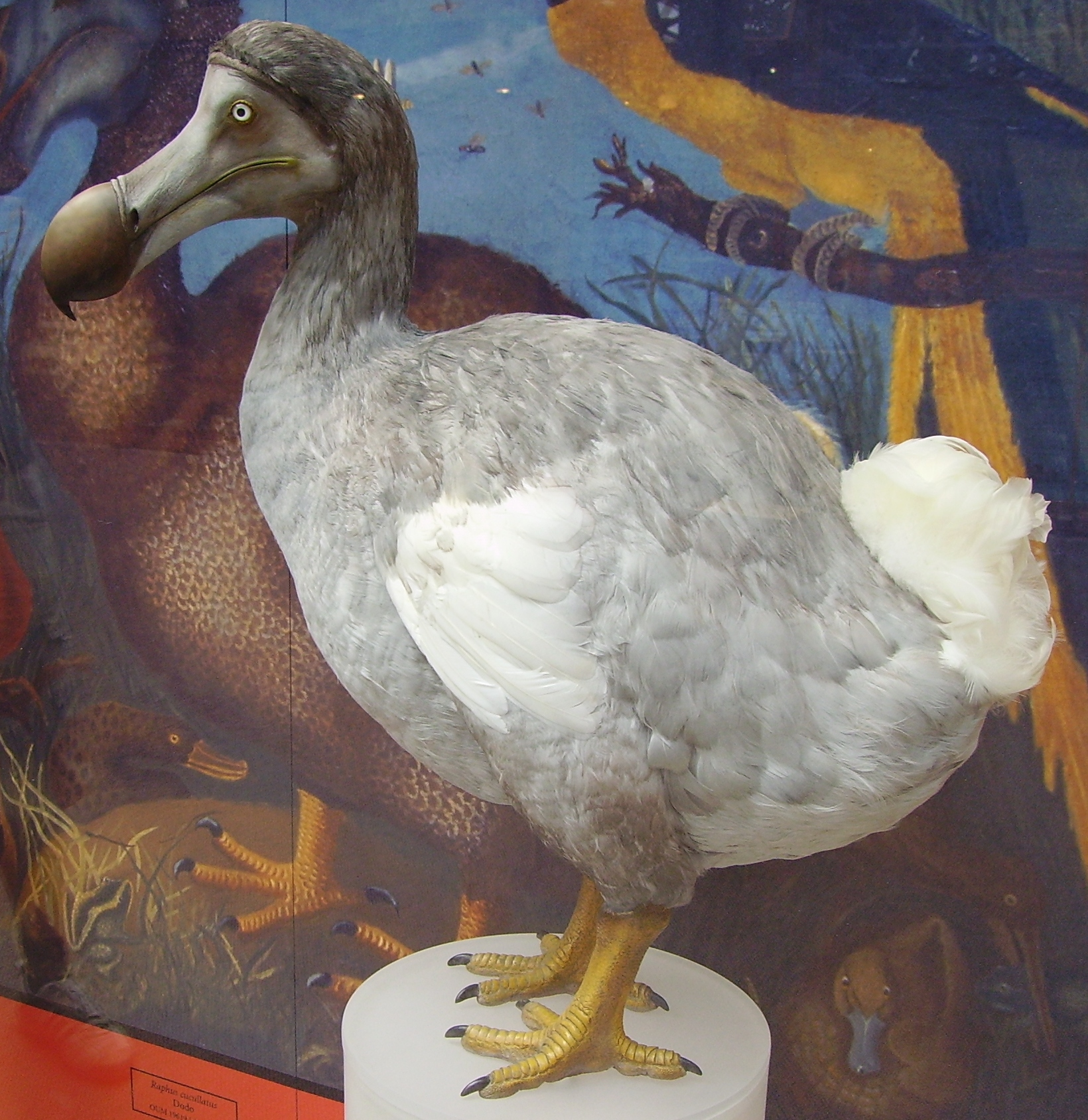
Dodo

Aquest article tracta sobre la història de Maurici. L'illa va ser descoberta per Portugal el 1505. Va ser progressivament colonitzada per holandesos, francesos i britànics fins a la seva independència el 12 de març de 1968. La gran presència de mà d'obra de l'Índia (fruit de l'abolició de l'esclavitud, que va fer que molts africans abandonessin les plantacions) fa que aquest país tingui una forta influència cultural a l'illa.
El 30 de juliol de 1638 s'hi va instal·lar la primera colònia d'holandesos, que només van quedar-s'hi uns 72 anys, fins més o menys el 1710, ja que consideraven el Cap, a Sud-àfrica, molt més interessant a nivell estratègic i econòmic. A més a més, sembla que van ser ells els culpables de l'extinció del dodo, la mascota nacional de l'illa.
El 1715, els francesos s'hi van instal·lar. El període francès durà fins a 1810. La van canviar de nom a Isle de France (Illa de França). La colonització francesa fou més significativa en el desenvolupament de l'illa perquè els colons francesos van portar una comunitat humana estable al país i, per tant, els avantpassats dels habitants d'avui: els colons de França, els esclaus de l'Àfrica i els asiàtics principalment de dels territoris de l'Índia i de la Xina que formaven part de l'imperi colonial francès d'aleshores.
Després de la Revolució Francesa, les prioritats de França respecte a les necessitats de les seves petites colònies canviarà. Abandonada per la seva metròpoli, l'única manera de satisfer les seves necessitats serà incentivar les activitats de corsaris contra els vaixells mercants anglesos que abocaran les seves captures a les botigues de Port del Nord-oest (ara anomenat Port-Louis).
Davant aquesta amenaça per al comerç britànic amb l'Índia, els britànics van decidir actuar en contra d'aquell "niu de corsaris". El capità general Decaen resistirà els embats dels anglesos fins al 3 de desembre de 1810. Malgrat la seva victòria a la Batalla de Grand Port (única victòria naval napoleònica) es va perdre la colònia i ell va ser l'últim governador francès.
El 1814, següent els acords del Tractat de París, l'illa Maurici esdevé colònia britànica. El primer governador britànic, serà Sir Robert Farquhar, que es compromet amb de colons de l'illa de respectar els usos i costums existents
Ara bé, l'any 1807, el parlament britànic havia abolit el tràfic d'esclaus, practica encara corrent sobre l'illa, i calia doncs trobar una solució satisfactòria pels propietaris agrícoles. Després moltes dificultats, els esclaus van ser definitivament alliberats l'any 1839. Per substituir la mà d'obra perduda, el governador britànic va autoritzar als propietaris de plantacions de portar treballadors "compromesos" de l'Índia, de la Xina, del Moçambic i de Madagascar. Aquests treballadors no seran tractats millor que els esclaus.
El passat colonial de l'illa es reflecteix avui en la seva diversitat lingüística, ja que s'hi parla l'anglès, idioma oficial del país, i el francès, així com d'altres llengües minoritàries com el crioll i el bhojpuri, d'origen indi.

## Descobriment i colonització

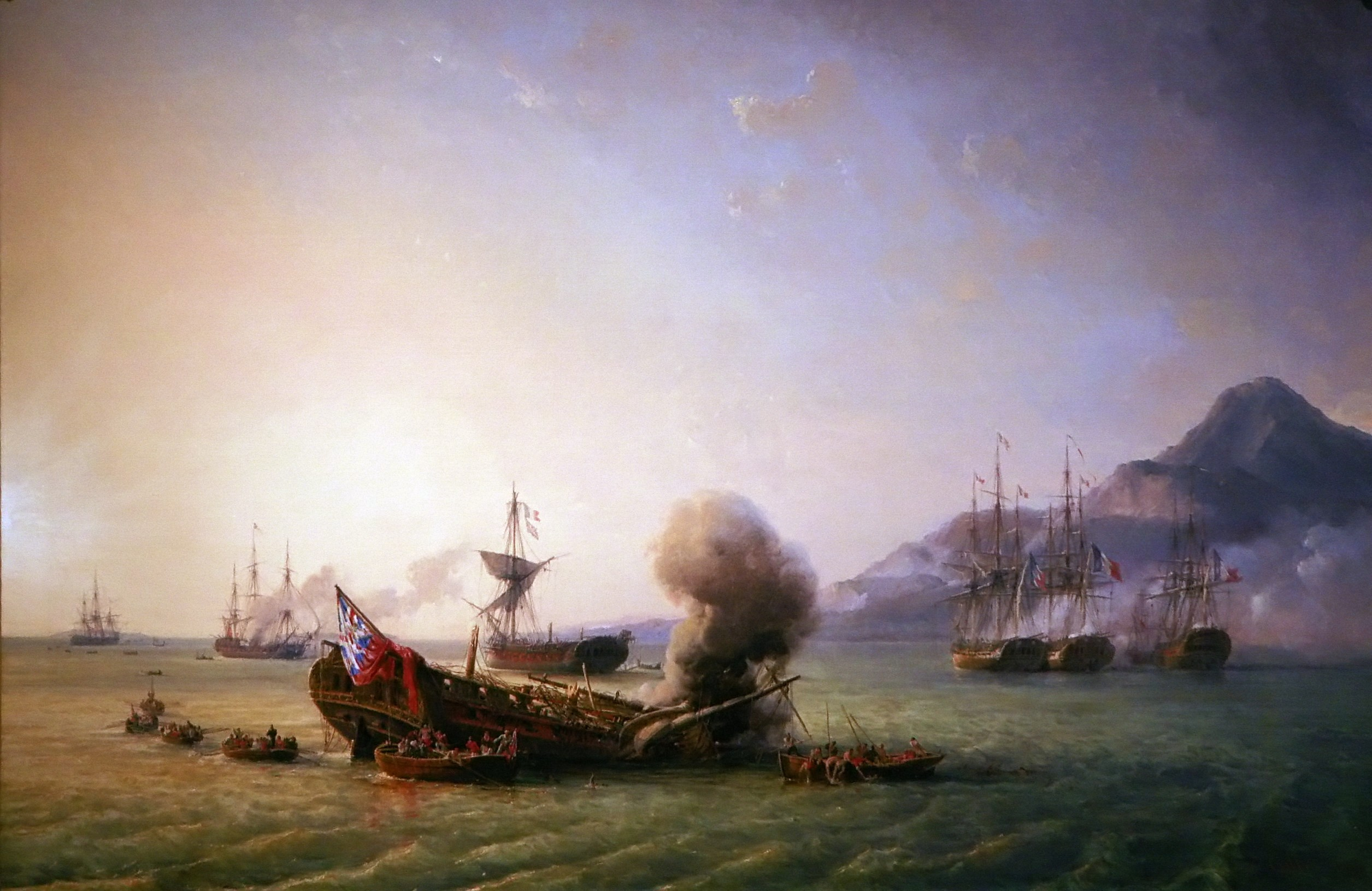
La Batalla de Grand Port

L'illa de Maurici va ser coneguda probablement pels navegants àrabs des del segle X o abans. El 1505 els portuguesos van arribar a l'illa però no la van ocupar. Els holandesos la van colonitzar entre 1598 i 1710 batejant-la en honor del navegant Maurici de Nassau.
Van ser ocupades per pirates. El 1721 la Companyia Francesa de les Índies Orientals es va establir en ella i la va rebatejar com Illa de França. El 1810 els anglesos es van apoderar d'ella i li van tornar el nom Maurici el 1814. El 1835 es va abolir l'esclavitud i els esclaus van ser reemplaçats per treballadors indis.

## Independència
L'activitat econòmica del país va decaure, fins que durant la Primera Guerra Mundial va apujar el preu del sucre. Les crisis es van succeir al llarg del segle xx. El 12 de març de 1968 després d'un referèndum l'illa va aconseguir la independència dins de la Comunitat Britànica de Nacions.

## Actualitat
Aquesta època es caracteritza per xocs entre musulmans i criolls. El 1992 es va canviar la constitució per la qual es va canviar el monarca britànic per un cap d'estat, un poder legislatiu de 70 membres i el judicial amb el Tribunal Suprem com la seva màxima autoritat.